# Cornus foemina
Cornus foemina är en kornellväxtart som beskrevs av Philip Miller. Cornus foemina ingår i släktet korneller, och familjen kornellväxter. Inga underarter finns listade i Catalogue of Life.

## Bildgalleri

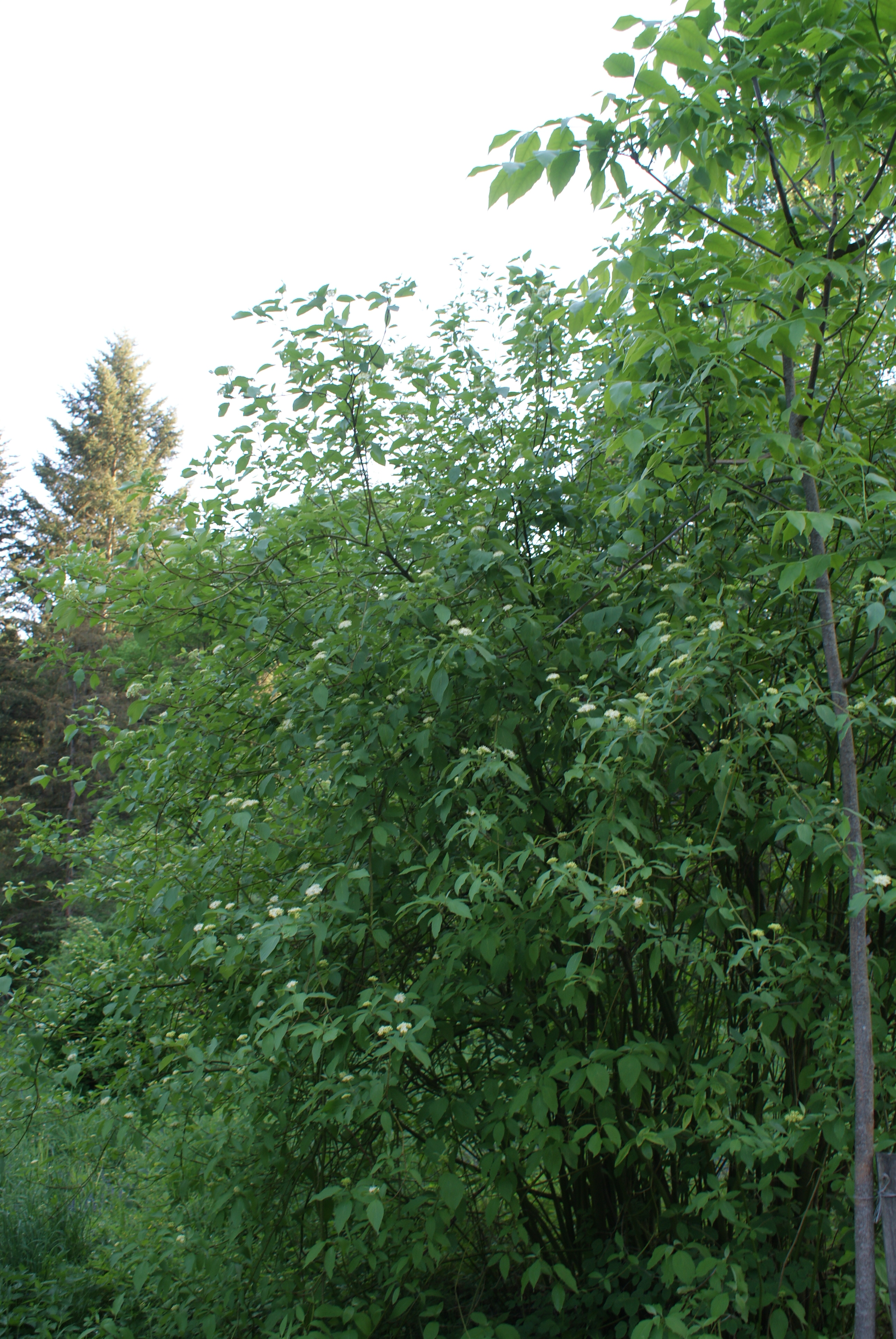
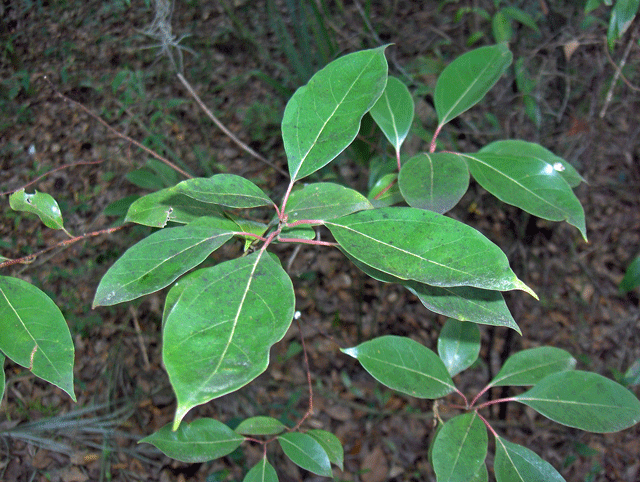
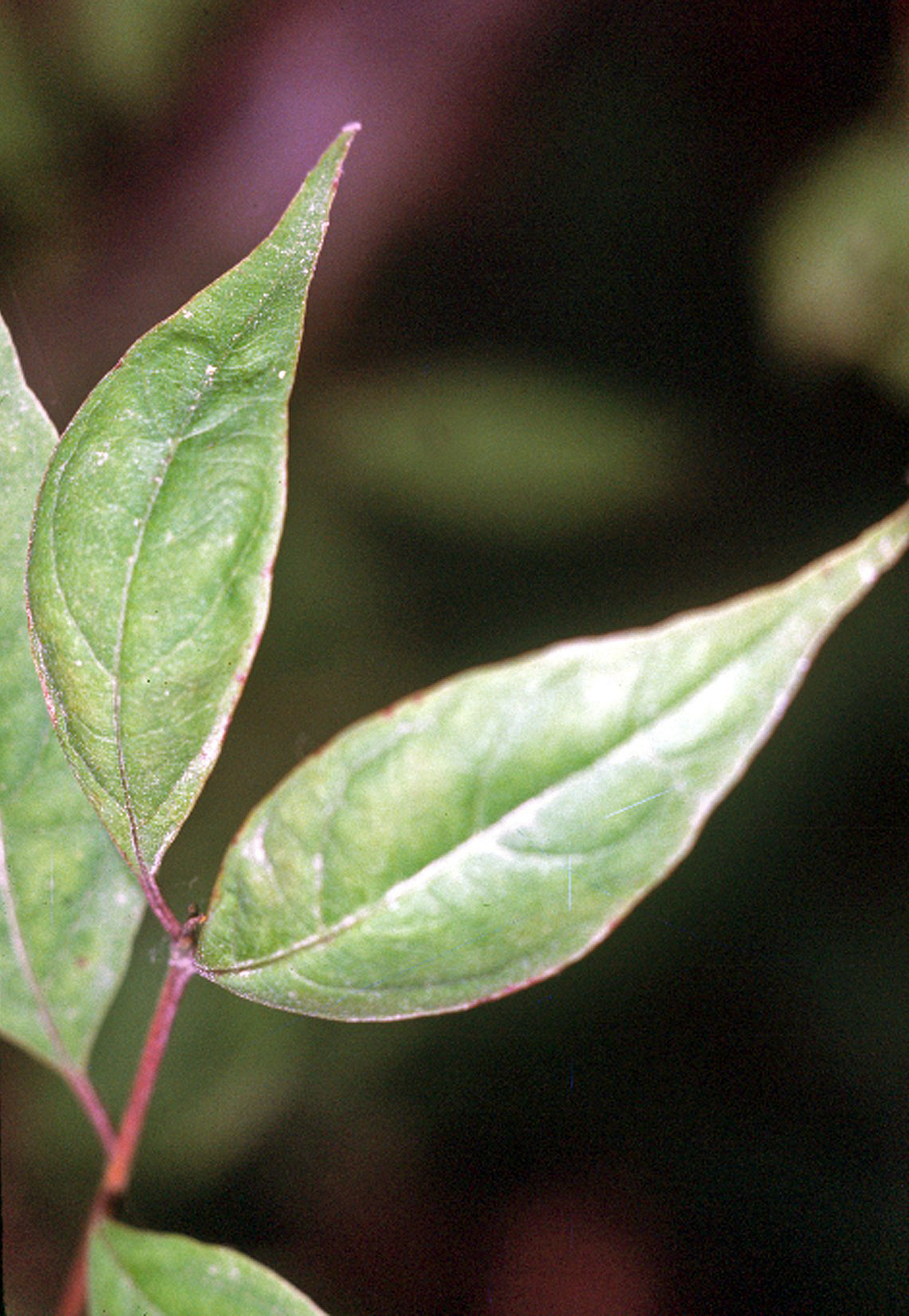